# Torre civica (Amelia)
La Torre dodecagonale è il simbolo della città di Amelia.

## Descrizione
La torre campanaria della concattedrale di Amelia sorge nel punto più alto del centro storico, è alta 30,20 m, il perimetro di base è di 31,40 m e poggia su un basamento più largo di 45–60 cm a pianta dodecagonale, i suoi dodici lati simboleggiano i dodici mesi ed i dodici Apostoli.
La sua costruzione risale ai primi decenni dell'XI secolo, in coincidenza con il sorgere del libero Comune di Amelia. Tra le pietre della parte più bassa si trovano materiali di recupero, secondo gli usi dell'architettura romanica. I pezzi più eloquenti sono una meridiana, una decorazione a treccia bizantina, un fregio romano, pezzi di colonne ed iscrizioni latine.

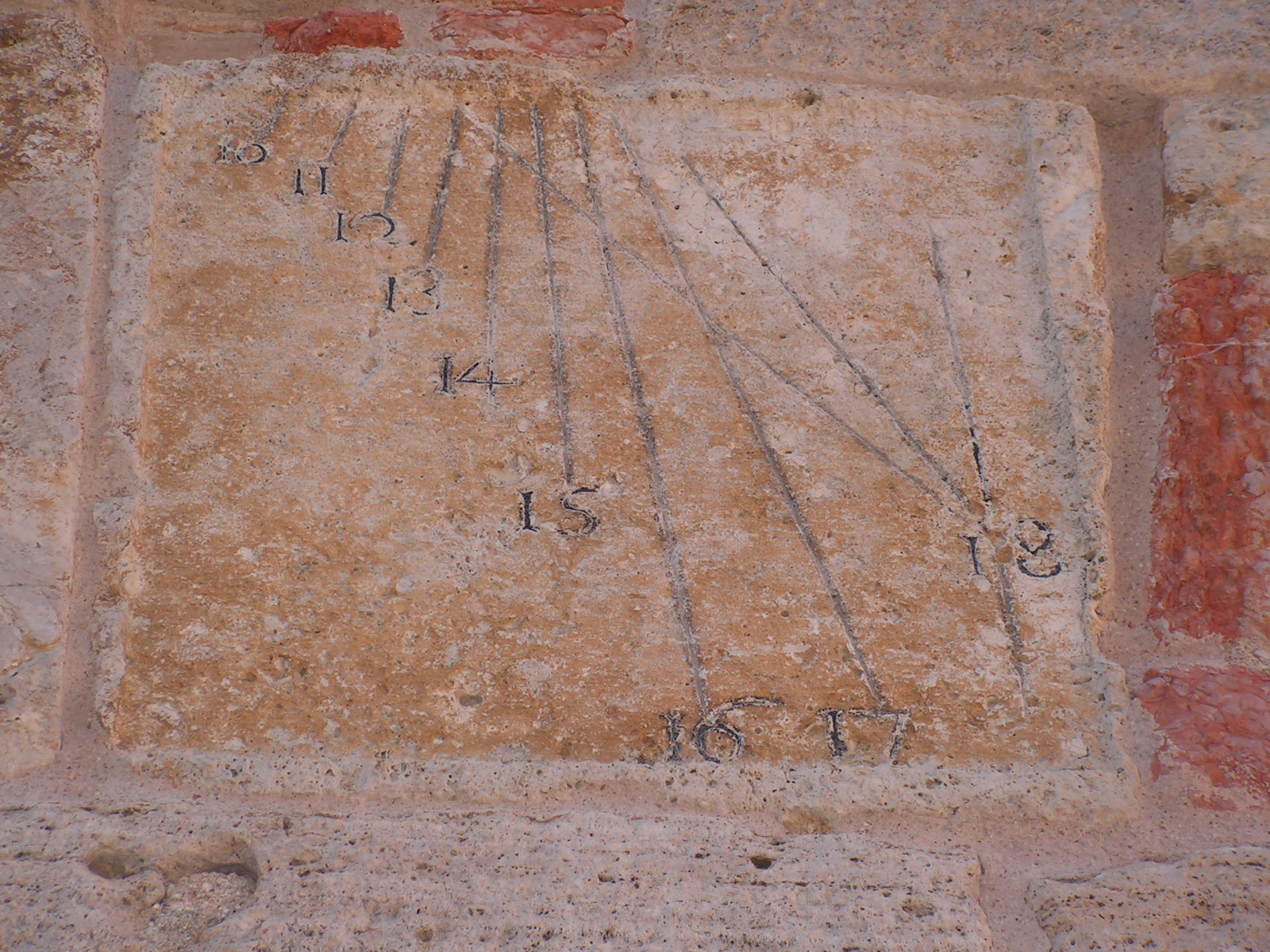
Particolare - Meridiana

La parte centrale della torre presenta blocchi di minori dimensioni ed uno stile architettonico tipico del XIII secolo, probabilmente è stata rifatta ed anche elevata con il passare dei secoli. Sono visibili una tripla cornice a dente di sega alla base di un primo ordine di trifore cieche, subito sopra vi è il secondo ordine cieco di trifore e bifore alternate.
La parte più alta della torre è risalente al XVIII secolo, è realizzata in laterizio e presenta riquadri ciechi alternati ad arcate in mattoni, su cui sono installate le cinque campane. Dalla sua sommità è possibile vedere le quattro porte della città e gran parte del centro storico.
Attualmente le campane sono utilizzate per annunciare le messe nel Duomo mentre fino alla metà del secolo scorso esse venivano utilizzate anche per avvertire la popolazione di imminenti pericoli. 

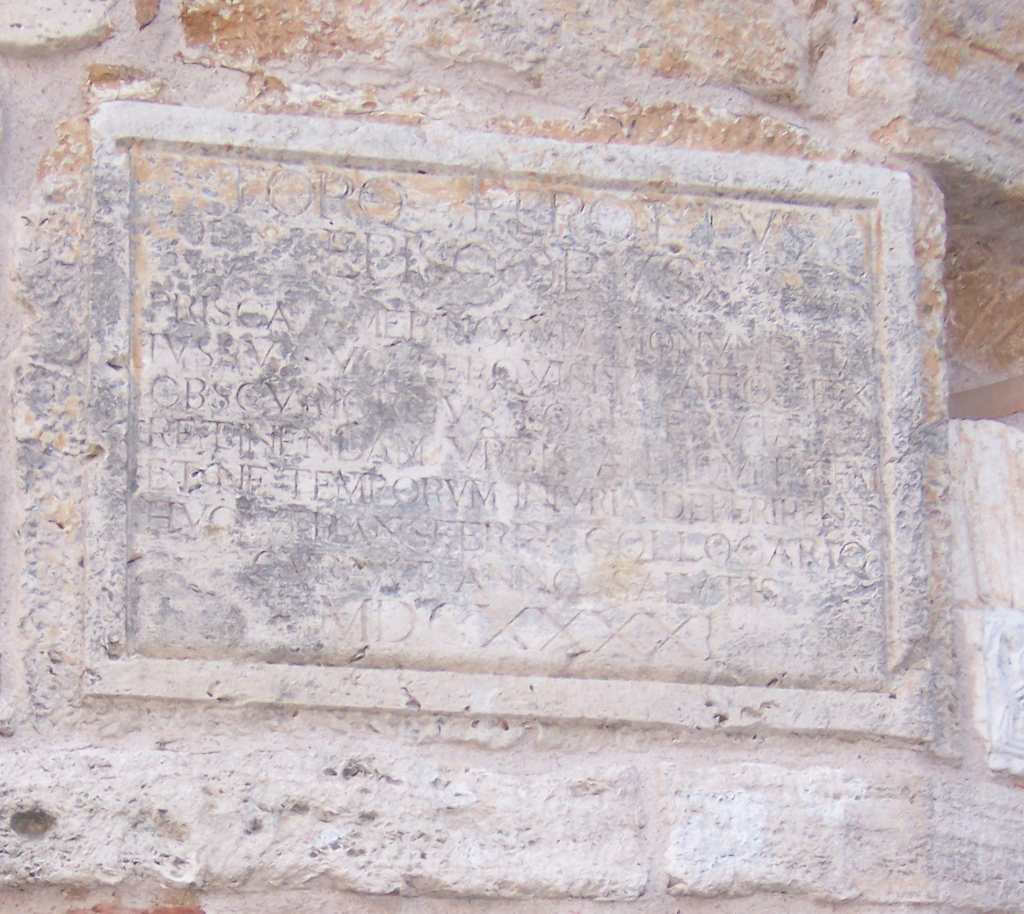
Particolare - Iscrizione latina